# Sarah Burton
Sarah Jane Burton (née Heard en 1974,) est une styliste britannique, et directrice artistique de la marque Alexander McQueen puis Givenchy. Elle a dessiné la robe de mariage de Kate Middleton en avril 2011,.

## Biographie

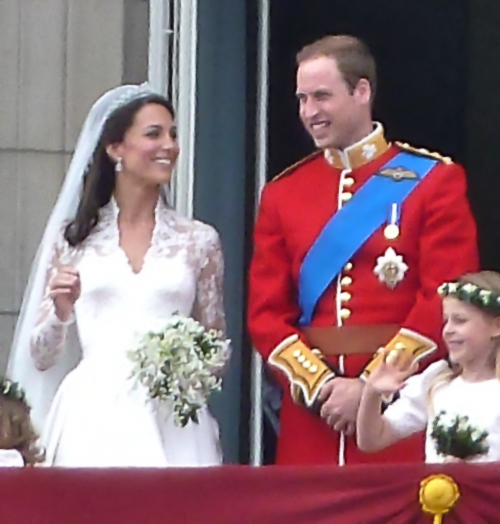
Kate Middleton portant la robe de mariée dessinée par Sarah Burton, en compagnie du prince William.

Née à Macclesfield, Cheshire, de Anthony et Diana Heard,, elle étudie à Withington Girls' School à Manchester,. rejoint Manchester Polytechnic, et le Central Saint Martins College of Art and Design à Londres. Suggérée à Alexander McQueen par Simon Ungless, elle est stagiaire pendant un an, à Hoxton Square. Elle prend la direction du prêt-à-porter féminin à partir de 2000. Elle fait également les robes de Michelle Obama, Cate Blanchett, Lady Gaga, Gwyneth Paltrow, Plum Sykes et Sara Buys. Elle vit à St. John's Wood avec son mari David Burton, un photographe de mode.
En 2011, Burton est élue 'Designer of the Year' par le British Fashion Council.
En 2019, Burton remporte le Trailblazer Award pour Alexander McQueen aux Fashion Awards,. En 2023, Burton reçoit le "Special Recognition Award" (prix de reconnaissance spéciale) lors des Fashion Awards ,,. 
En septembre 2023, elle annonce son départ d'Alexander McQueen. Elle travaillait pour la marque depuis 26 ans. 
Un an après, en septembre 2024, elle devient la nouvelle directrice créative de Givenchy.  